# Tim Henman

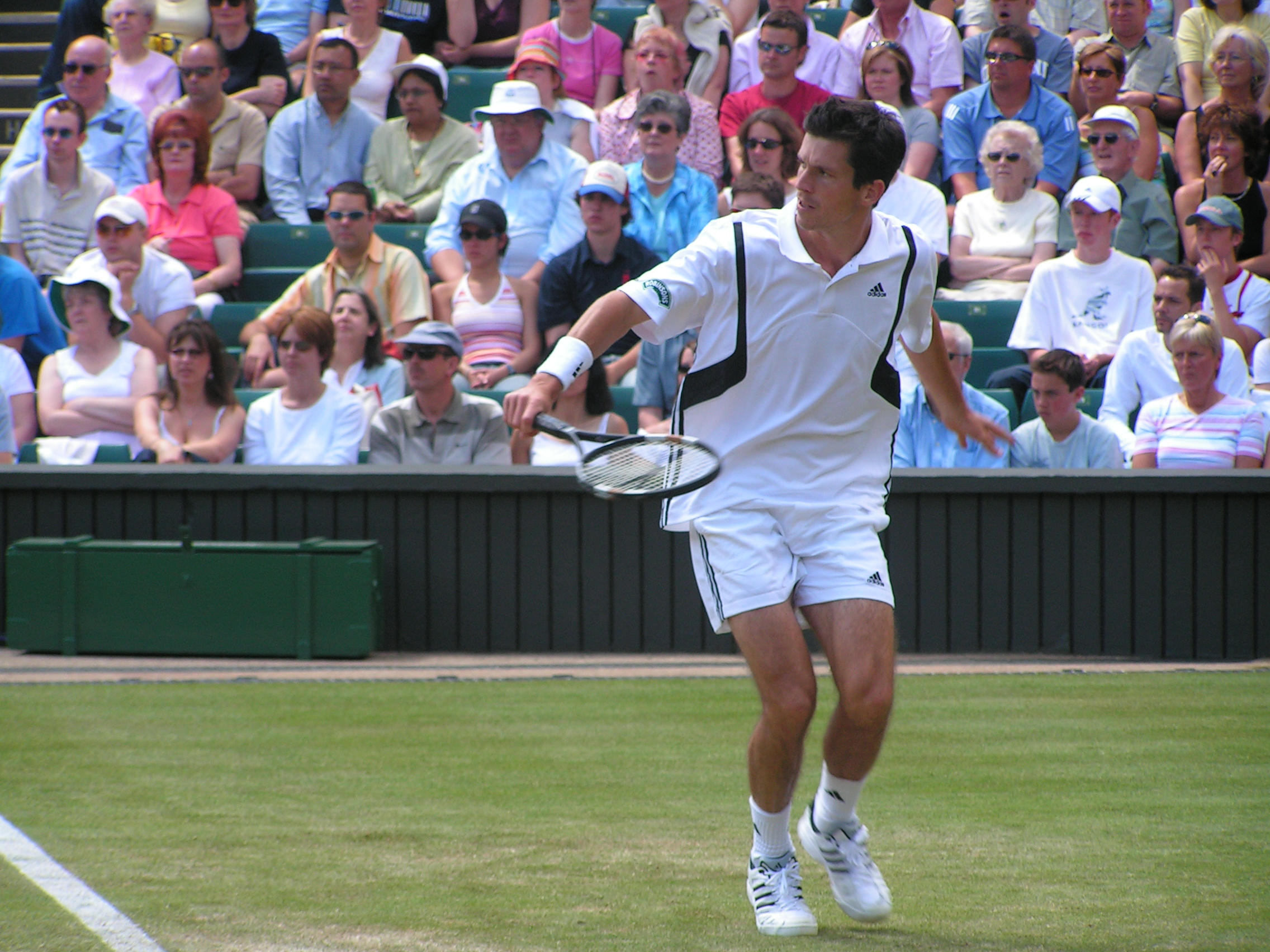
Tim Henman

Tim Henman, OBE (nascido 6 de setembro de 1974 em Oxford, Inglaterra) é um ex-tenista profissional britânico, que chegou a ser número 4 do mundo em simples e conquistou 15 títulos na ATP, sendo que 11 desses em simples e 4 nas duplas.
É o primeiro jogador britânico desde Roger Taylor em 1970 a alcançar os semifinais masculinas de Wimbledon, e foi considerado por seus fans (cuja devoção é sabida como Henmania) como a única esperança do Reino Unido de ganhar os Torneios ATP.

## Carreira profissional

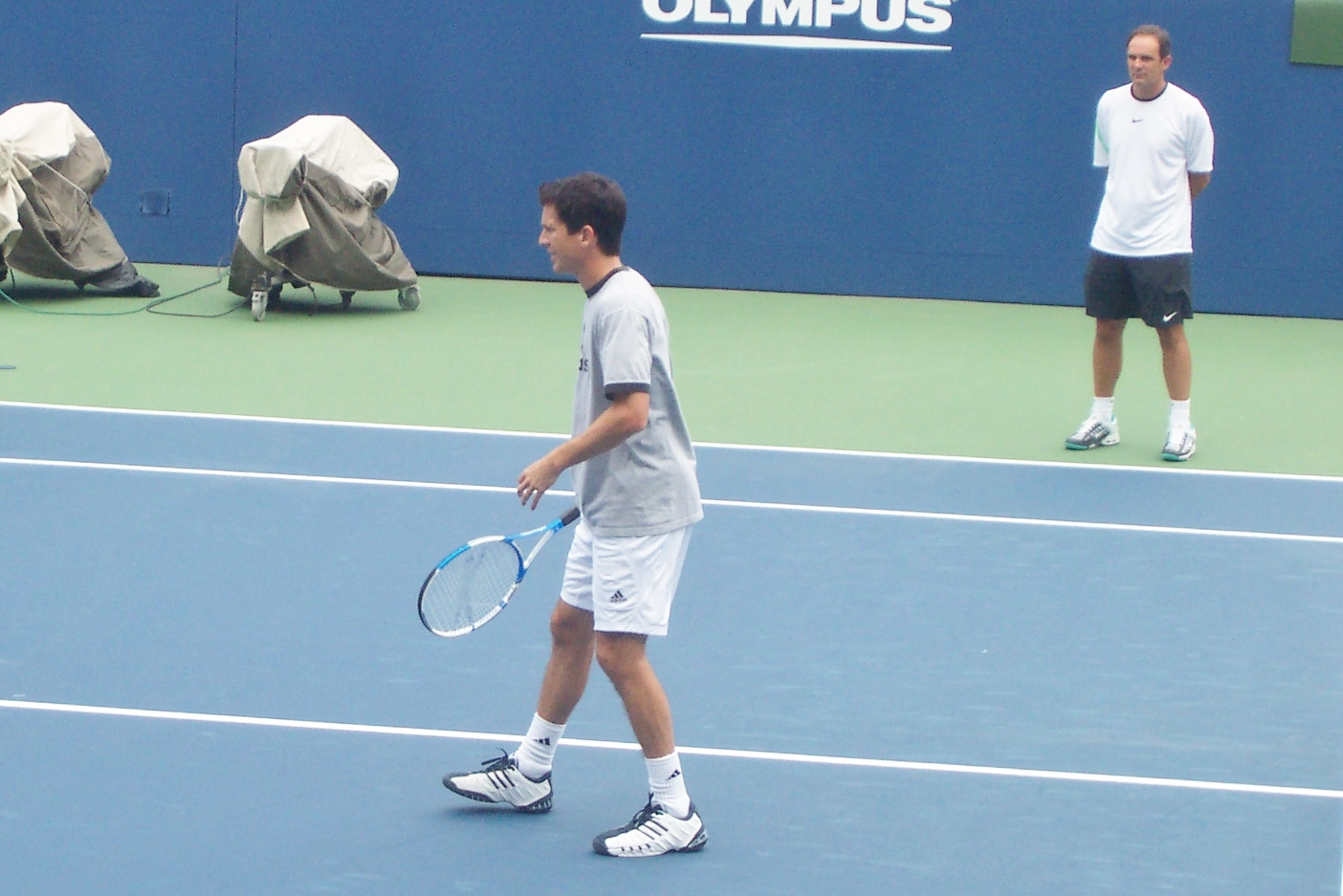
Tim Henman durante treino, em 2003.

Escalou o ranking ATP muito rapidamente: em 1994, estava entre os 200 melhores jogadores do mundo; em 1995 entra para o top 100; e em 1996 no top 30, ganhando também uma medalha nos Jogos Olímpicos de Atlanta. Era o jogador principal e o mais alto do Reino Unido. Subsequentemente foi eleito pelo conselho de jogadores da ATP Tour, em janeiro de 1997, como jogador do ano. Em março desse ano, submeteu-se a uma cirurgia em seu cotovelo que o manteve fora de ação por dois meses.
Em 1998, o ano em que alcançou semifinais de Wimbledon pela primeira vez, entrando para o top 10 do ATP. Em 1999. É conhecido como "tigre Tim" pelos fãs.
Um dos torneios em que foi o mais bem sucedido foi o do Queen's Club. Alcançou o final em 1999, onde perdeu para Pete Sampras, e alcançou outra vez o final em 2001 e em 2002, onde ambas as vezes perdeu para Lleyton Hewitt.
No evento de tênis Jogos Olímpicos de 2004, Henman ficou-se pela quarta posição. Entretanto, no US Open de 2004 alcançou os semifinais pela primeira vez na sua carreira, antes de perder o jogo para Roger Federer.
Em 2005, perdeu em jogos seguidos para Nikolay Davydenko no terceiro jogo do Open da Austrália. Isto foi considerado um grande desapontamento, dado seus melhores resultados no Grand Slam do ano anterior. Saiu no segundo jogo no Open da França. Na França, perdeu para Luis Horna. Em Wimbledon, perdeu para Dmitry Tursunov. No US Open perdeu no primeiro jogo para Fernando Verdasco.
Devido à seu eficiente estilo de jogo na grama, utilizando o saque e voleio, foi considerado a grande esperança britânica em conquitar novamente um título de Wimbledon, depois de mais de 70 anos.
Aposentou se em setembro de 2007, logo após o confronto entre Grã-Bretanha e Croácia, pela Copa Davis.

## ATP finais

### Simples: 28 (11–17)
| Legenda                           |
| --------------------------------- |
| Grand Slam (0–0)                  |
| ATP World Tour Finals (0–0)       |
| ATP World Tour Masters 1000 (1–3) |
| ATP World Tour 500 Series (1–5)   |
| ATP World Tour 250 Series (9–9)   |

| Títulos por Piso |
| ---------------- |
| Duro (9–12)      |
| Saibro (0–0)     |
| Grama (0–3)      |
| Carpete (2–2)    |

| Títulos por Local |
| ----------------- |
| Outdoors (5–12)   |
| Indoors (6–5)     |

| Resultado | N.  | Data              | Campeonato                         | Piso        | Oponente            | Placar                              |
| Vice      | 1.  | 30 Dezembro 1996  | Doha, Qatar                        | Duro        | Jim Courier         | 5–7, 7–6(7–5), 2–6                  |
| Campeão   | 1.  | 6 Janeiro 1997    | Sydney, Austrália                  | Duro        | Carlos Moyá         | 6–3, 6–1                            |
| Vice      | 2.  | 23 Fevereiro 1997 | Antwerp, Bélgica                   | Duro (i)    | Marc Rosset         | 2–6, 5–7, 4–6                       |
| Campeão   | 2.  | 8 Setembro 1997   | Tashkent, Uzbequistão              | Duro        | Marc Rosset         | 7–6(7–2), 6–4                       |
| Vice      | 3.  | 12 Janeiro 1998   | Sydney, Austrália                  | Duro        | Karol Kučera        | 5–7, 4–6                            |
| Vice      | 4.  | 27 Julho 1998     | Los Angeles, EUA                   | Duro        | Andre Agassi        | 4–6, 4–6                            |
| Campeão   | 3.  | 14 Setembro 1998  | Tashkent, Uzbequistão              | Duro        | Yevgeny Kafelnikov  | 7–5, 6–4                            |
| Campeão   | 4.  | 5 Outubro 1998    | Basel, Suíça                       | Duro (i)    | Andre Agassi        | 6–4, 6–3, 3–6, 6–4                  |
| Vice      | 5.  | 4 Janeiro 1999    | Doha, Qatar                        | Duro        | Rainer Schüttler    | 4–6, 7–5, 1–6                       |
| Vice      | 6.  | 15 Fevereiro 1999 | Rotterdam, Holanda                 | Carpete (i) | Yevgeny Kafelnikov  | 2–6, 6–7(3–7)                       |
| Vice      | 7.  | 7 Junho 1999      | London (Queen's Club), Reino Unido | Grama       | Pete Sampras        | 7–6(7–1), 4–6, 6–7(4–7)             |
| Vice      | 8.  | 4 Outubro 1999    | Basel, Suíça                       | Carpete (i) | Karol Kučera        | 4–6, 6–7(10–12), 6–4, 6–4, 6–7(2–7) |
| Vice      | 9.  | 14 Fevereiro 2000 | Rotterdam, Holanda                 | Duro (i)    | Cédric Pioline      | 7–6(7–3), 4–6, 6–7(4–7)             |
| Vice      | 10. | 6 Março 2000      | Scottsdale, EUA                    | Duro        | Lleyton Hewitt      | 4–6, 6–7(2–7)                       |
| Vice      | 11. | 7 Agosto 2000     | Cincinnati, EUA                    | Duro        | Thomas Enqvist      | 6–7(5–7), 4–6                       |
| Campeão   | 5.  | 9 Outubro 2000    | Vienna, Áustria                    | Duro (i)    | Tommy Haas          | 6–4, 6–4, 6–4                       |
| Campeão   | 6.  | 20 Novembro 2000  | Brighton, Reino Unido              | Duro (i)    | Dominik Hrbatý      | 6–2, 6–2                            |
| Campeão   | 7.  | 12 Fevereiro 2001 | Copenhagen, Dinamarca              | Duro (i)    | Andreas Vinciguerra | 6–3, 6–4                            |
| Vice      | 12. | 11 Junho 2001     | London (Queen's Club), Reino Unido | Grama       | Lleyton Hewitt      | 6–7(3–7), 6–7(3–7)                  |
| Campeão   | 8.  | 22 Outubro 2001   | Basel, Suíça                       | Carpete (i) | Roger Federer       | 6–3, 6–4, 6–2                       |
| Campeão   | 9.  | 31 Dezembro 2001  | Adelaide, Austrália                | Duro        | Mark Philippoussis  | 6–4, 6–7(6–8), 6–3                  |
| Vice      | 13. | 18 Fevereiro 2002 | Rotterdam, Holanda                 | Duro (i)    | Nicolas Escudé      | 6–3, 6–7(6–8), 4–6                  |
| Vice      | 14. | 11 Março 2002     | Indian Wells, EUA                  | Duro        | Lleyton Hewitt      | 1–6, 2–6                            |
| Vice      | 15. | 10 Junho 2002     | London (Queen's Club), Reino Unido | Grama       | Lleyton Hewitt      | 6–4, 1–6, 4–6                       |
| Campeão   | 10. | 28 Julho 2003     | Washington, EUA                    | Duro        | Fernando González   | 6–3, 6–4                            |
| Campeão   | 11. | 27 Outubro 2003   | Paris, França                      | Carpete (i) | Andrei Pavel        | 6–2, 7–6(8–6), 7–6(7–2)             |
| Vice      | 16. | 8 Março 2004      | Indian Wells, EUA                  | Duro        | Roger Federer       | 3–6, 3–6                            |
| Vice      | 17. | 2 Outubro 2006    | Tokyo, Japão                       | Duro        | Roger Federer       | 3–6, 3–6                            |

### Duplas: 6 (4–2)
| Legenda                           |
| --------------------------------- |
| Grand Slam (0–0)                  |
| ATP World Tour Finals (0–0)       |
| ATP World Tour Masters 1000 (2–0) |
| Olympic Gold Medal Match (0–1)    |
| ATP World Tour 500 Series (1–1)   |
| ATP World Tour 250 Series (1–0)   |

| Resultado | N. | Data              | Torneio                     | Piso     | Parceiro           | Oponentes                         | Placar        |
| --------- | -- | ----------------- | --------------------------- | -------- | ------------------ | --------------------------------- | ------------- |
| Prata     | 1. | 28 Julho 1996     | Atlanta, EUA                | Duro     | Neil Broad         | Todd Woodbridge Mark Woodforde    | 4–6, 4–6, 2–6 |
| Campeão   | 1. | 6 Outubro 1997    | Basel, Suíça                | Carpete  | Marc Rosset        | Karsten Braasch Jim Grabb         | 7–6, 6–7, 7–6 |
| Campeão   | 2. | 1 Março 1999      | Londres, Reino Unido        | Carpete  | Greg Rusedski      | Byron Black Wayne Ferreira        | 6–3, 7–6      |
| Campeão   | 3. | 19 Abril 1999     | Monte Carlo, Mônaco         | Saibro   | Olivier Delaître   | Jiří Novák David Rikl             | 6–2, 6–3      |
| Vice      | 2. | 21 Fevereiro 2000 | Rotterdam, Holanda          | Duro (i) | Yevgeny Kafelnikov | David Adams John-Laffnie de Jager | 7–5, 2–6, 3–6 |
| Campeão   | 4. | 25 Abril 2004     | Monte Carlo Masters, Mônaco | Saibro   | Nenad Zimonjić     | Gastón Etlis Martín Rodríguez     | 7–5, 6–2      |

## Performance em Grand Slams
| Tournament              | 2005 | 2004 | 2003 | 2002 | 2001 | 2000 | 1999 | 1998 | 1997 | 1996 | 1995 | 1994 | Carreira |
| ----------------------- | ---- | ---- | ---- | ---- | ---- | ---- | ---- | ---- | ---- | ---- | ---- | ---- | -------- |
| Open da Austrália       | 3r   | 3r   | -    | 4r   | 4r   | 4r   | 3r   | 1r   | 3r   | 2r   | -    | -    | 0        |
| Open de França          | 2r   | SF   | 3r   | 2r   | 3r   | 3r   | 3r   | 1r   | 1r   | 1r   | -    | -    | 0        |
| Torneio de Wimbledon    | 2r   | QF   | QF   | SF   | SF   | 4r   | SF   | SF   | QF   | QF   | 2r   | 1r   | 0        |
| Open dos Estados Unidos | 1r   | SF   | 1r   | 3r   | 3r   | 3r   | 1r   | 4r   | 2r   | 4r   | 2r   | -    | 0        |
| Tennis Masters Cup      |      | 1r   | -    | -    | -    | -    | -    | SF   | -    | -    | -    | -    | 0        |